# Henry Oldenburg

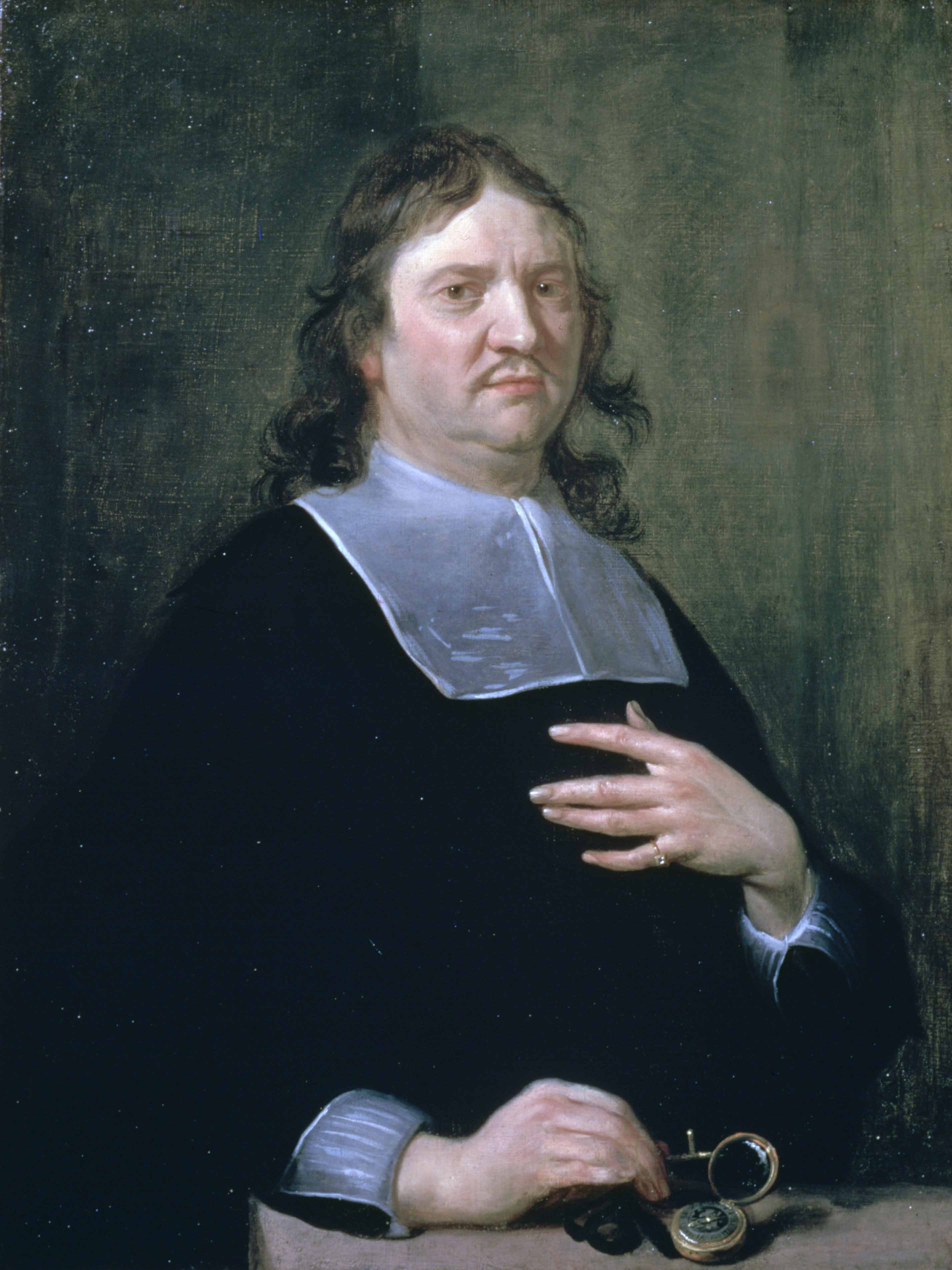
Jan van Cleve (1646–1716): Henry Oldenburg, 1668.

Heinrich (Henry) Oldenburg (Bremen, omstreeks 1618 - Londen, 5 september 1677) was een Duitse natuurfilosoof en diplomaat uit Bremen. Hij heeft theologie gestudeerd en heeft gewerkt als leraar voor Engelse edelen. Naast Duits sprak hij vloeiend Frans, Italiaans en Engels. Tevens had hij Nederlands geleerd. Hij werd naar Engeland gezonden om met Oliver Cromwell te onderhandelen over het open houden van de Bremense handel met Engeland gedurende de eerste Engelse Oorlog. Hij kreeg zelfs meer, en verzekerde zich van Cromwells steun voor Bremens onafhankelijkheid van Zweden.

## Contact met geleerden
In Engeland raakte Oldenburg bevriend met de belangrijkste Engelse filosofen en onderzoekers, zoals John Milton, Thomas Hobbes en vooral Robert Boyle. Gedurende een reis door Europa, als leraar van een Engelse edelman, de neef van Boyle, bezocht hij diverse bijeenkomsten van geleerden en intellectuelen, die in navolging van Marin Mersenne waren opgericht, waar wetenschappelijke en filosofische onderwerpen werden besproken. Oldenburg was enthousiast over deze "onzichtbare colleges", maar droomde van een dergelijke groep waarbij de nadruk meer op onderzoek en feiten, en minder op filosofie en discussie zou liggen.

## Secretaris van de Royal Society
Zijn kans kwam toen het Britse koningschap hersteld werd en op 28 november 1660 de Royal Society werd opgericht. Oldenburg was niet bij de oprichtingsvergadering, maar wel op de eerste ledenlijst, en toen de vereniging in 1662 officieel erkend werd door koning Karel II, werd Oldenburg tot secretaris benoemd. Als zodanig zou hij tot zijn dood de leider en organisator van de Society blijven.
Als secretaris notuleerde hij de wekelijkse bijeenkomsten en was de spin in een netwerk van brieven. Geleerden als Boyle en Newton, maar ook geïnteresseerde leken uit heel Engeland stuurden hem verslagen van hun nieuwe ontdekkingen en ideeën. 
Naast contact met zijn werkgever, Robert Boyle, had hij ook uitgebreid contact met meer dan dertig wetenschappers in andere Europese landen, waarbij hij de mogelijkheid had van de Britse diplomatieke kanalen gebruik te maken. Hij correspondeerde met geleerden als o.a. Newton, Christiaan Huygens, zijn vader Constantijn, astronomen Hevelius in Danzig,  Bouilliau en Pierre Petit in Parijs, telescoopbouwer  Cassini in Bologna, arts Malpighi in Italië, microscoop ontwikkelaars  Swammerdam in Leiden,  Leeuwenhoek in Delft en  Spinoza in Leiden. Maar ook geïnteresseerde leken uit heel Engeland stuurden hem verslagen van hun nieuwe ontdekkingen en ideeën. 
Hij vertaalde de brieven en verhandelingen, vooral in het Latijn, zodat zij ook door de 'rest van de wereld' gelezen konden worden. Zo kon o.a. Leeuwenhoek, die in het Nederlands schreef, deel uitmaken van de groeiende wetenschappelijke gemeenschap. Voorheen zou dat onmogelijk zijn geweest doordat hij geen Latijn beheerste.
Olderburg zag erop toe dat zijn correspondenten op de hoogte gehouden werden van elkaars onderzoeken. Daartoe kopieerde en vertaalde hij lange en gedetailleerde brieven en schreef samenvattingen van recente onderzoeken, die hij naar geïnteresseerde collega's stuurde. Hij wist welke experimenten waren uitgevoerd, zodat er geen onnodig dubbel werk gedaan hoefde te worden. 
Zo legde hij in 1699 aan o.a. Christiaan Huygens uit hoe de spiegeltelescoop van Isaac Newton werkt. 
Ook kreeg hij te maken met conflicten tussen uitvinders over de vraag aan wie de vondst zou moeten worden toegeschreven. 

## Philosophical Transactions of the Royal Society
Op 6 maart 1665 publiceerde Oldenburg het eerste nummer van de Philosophical Transactions, het tijdschrift van de Society, en luidde daarmee een nieuw tijdperk in de wetenschap in: het tijdperk van het journal, dat sindsdien is uitgegroeid tot het belangrijkste medium voor de verspreiding van wetenschappelijke ontdekkingen.
- Bibsys: 90331129
- Bibliothèque nationale de France: cb120648523 (data)
- Catàleg d'autoritats de noms i títols de Catalunya: 981058522841106706
- CiNii: DA02397506
- Digitale Bibliotheek voor de Nederlandse Letteren: olde010
- Gemeinsame Normdatei: 119115719
- International Standard Name Identifier: 0000 0001 0268 4440
- Library of Congress Control Number: n84134085
- Nationale Bibliotheek van Letland: 000104388
- Bibliotheek van het Japanse parlement: 00995002
- Nationale Bibliotheek van Tsjechië: jn20040615003
- Nationale bibliotheek van Australië: 36516852
- Nationale Bibliotheek van Israël: 987007296534905171
- Nederlandse Thesaurus van Auteursnamen: 069053235
- Réseau des bibliothèques de Suisse occidentale: 02-A003654382
- Istituto Centrale per il Catalogo Unico: TO0V023165
- LIBRIS: 336907
- SNAC: w6nw12pv
- Système universitaire de documentation: 028910443
- Trove: 1267481
- Virtual International Authority File: 39399338
- WorldCat: E39PBJfMjY89kRHvGXGjpJ3qQq